# Isaac Success
Isaac Success Ajayi (* 7. Januar 1996 in Benin City) ist ein nigerianischer Fußballspieler, der seit Oktober 2024 bei al-Wasl in der UAE Pro League unter Vertrag steht.

## Karriere

### Verein
Der in Benin City geborene Success startete seine Karriere beim lokalen Club BJ Foundation in seiner Heimat Nigeria. Im November 2013 unterschrieb er einen Vertrag beim italienischen Erstligisten Udinese Calcio. Dieser Vertrag startete im Januar 2014, jedoch erhielt Success keine Arbeitserlaubnis. Daraufhin wechselte er zum Partnerverein, dem FC Granada. Er spielte dort vorerst in der Reserve. Sein Debüt in der Profimannschaft absolvierte er erst sechs Monate später, als er, beim 1:1-Unentschieden gegen den FC Elche, starten durfte. In diesem Spiel gelang ihm eine Torvorlage. Sein erstes Tor für die Nazaríes erzielte er am 7. Dezember, beim 1:1-Unentschieden gegen den FC Valencia. Für Granada erzielte er in zweieinhalb Jahren in 49 Einsätzen sieben Tore.
Am 1. Juli 2016 unterschrieb Success einen Fünfjahresvertrag beim FC Watford. Der Londoner Klub überwies für Dienste des Stürmers eine bis dahin vereinsinterne Rekordablösesumme, in Höhe von 15 Millionen Euro, nach Granada. In seiner ersten Saison konnte er in 19 Einsätzen im Trikot der Hornets jedoch nur ein einziges Tor erzielen. Nach nur einem Einsatz in der Saison 2017/18, wurde er am 31. Januar 2018 an den FC Málaga verliehen. Aber auch dort konnte er sich nicht durchsetzen und kam nur in acht Spielen zum Einsatz, in denen ihm kein Treffer gelang.
Bei Watford schaffte er es nach seiner Rückkehr nicht in die Startformation vorzudringen und traf in der Saison 2018/19 nur vier Mal in 30 Ligaeinsätzen. In der folgenden Spielzeit 2019/20 absolvierte er nur fünf Ligaspiele, in denen er ohne Torerfolg blieb und musste mit Watford den Abstieg in die EFL Championship hinnehmen. Ende August 2021 zog es Success zum italienischen Club Udinese Calcio. Dort absolvierte der Stürmer in drei Jahren insgesamt 83 Pflichtspiele und traf dabei  sechs Mal. Im Sommer 2024 verließ Succes den Klub wieder und nach kurzer Vereinslosigkeit nahm ihn im folgenden Oktober al-Wasl aus der UAE Pro League unter Vertrag.

### Nationalmannschaft
Mit der nigerianischen U-17-Auswahl gewann Success im Herbst 2013 die Weltmeisterschaft in den Vereinigten Arabischen Emiraten, dabei erziele er in zwei Einsätzen in der Gruppenphase zwei Treffer. Sein Debüt für die A-Nationalmannschaft bestritt der Stürmer dann am 23. März 2017, als er in einem Testspiel gegen den Senegal (1:1) eingewechselt wurde.

## Erfolge
- U-17-Weltmeister: 2013